# Calliandra redacta
Calliandra redacta là một loài thực vật có hoa trong họ Đậu. Loài này được (J.H.Ross) Thulin & Asfaw miêu tả khoa học đầu tiên.